# Towarzystwo Gimnastyczne „Sokół” w Tarnowie

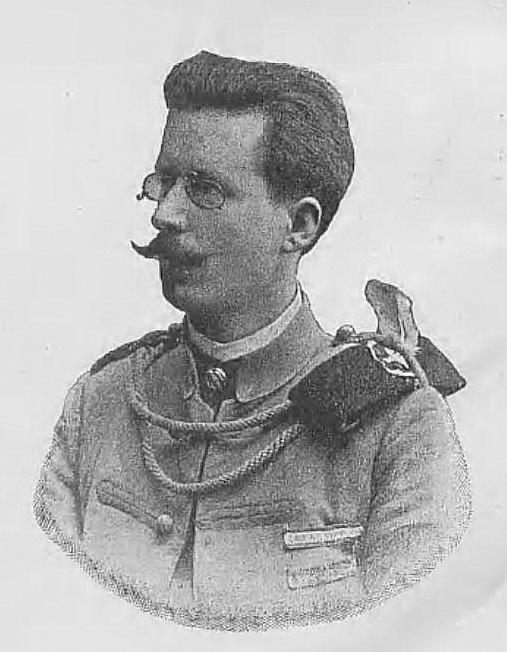
Tadeusz Tertil w stroju sokolskim,1903 r.

Towarzystwo Gimnastyczne „Sokół” w Tarnowie powstało w 1883 r., jako druga tego typu organizacja w Galicji.

## Historia
Grupę założycielską stanowili tarnowianie: Wilhelm Müldner (uczestnik powstania styczniowego), Ignacy Przybyłkiewicz, Karol Polityński, L. Birtus i J. Münz. Pierwsze spotkanie miało miejsce 26 września 1883 roku, właściwe zebranie założycielskie odbyło się w styczniu 1884. Na pierwszego prezesa wybrano dyrektora gimnazjum Bronisława Trzaskowskiego. W listopadzie 1884 roku statut tarnowskiego „Sokoła” został zatwierdzony przez Namiestnictwo we Lwowie. W 1892 roku Tadeusz Rutowski, poseł na Sejm Krajowy i do Rady Państwa ufundował organizacji sztandar. Po jednej stronie widniał herb Tarnowa, po drugiej orzeł zygmuntowski. Obok propagowania gimnastyki miejscowy „Sokół” prowadził m.in. zajęcia z szermierki (od 1885), naukę jazdy „bicyklowej” (od 1893), strzelnicę oraz drużynę polową (od 1912). Dzięki zabiegom Ignacego Przybyłkiewicza książę Eustachy Sanguszko przekazał towarzystwu plac do ćwiczeń położony obok dworca kolejowego. Obecnie w miejscu tym znajduje się stadion piłkarski klubu MKS Tarnovia.
Siedziba w latach 1895-1939
W 1892 r. Rada Miejska w Tarnowie podarowała towarzystwu parcelę budowlaną. Wśród architektów powstającego blisko 10-lat gmachu byli: Szczęsny Zaręba, Stanisław Rotter, Janusz Rypuszyński, Adolf Stapf, Walenty Adamski. 7 grudnia 1895 r. oddano do użytku budynek Polskiego Towarzystwa Gimnastycznego „Sokół” w Tarnowie. W sali oprócz ćwiczeń gimnastycznych odbywały się wykłady, odczyty a od 1903 r. zaczęto w niej wystawiać sztuki teatralne. Podczas I wojny światowej budynek tarnowskiego „Sokoła” używany był przez stacjonujące w Tarnowie wojska jako m.in. koszary dla żołnierzy i cerkiew prawosławna. Budynek ten służył tarnowskim sokołom do 1939. W latach 1958–1960 dawna sokolnia została przebudowana. Stała się siedzibą Miejskiego Domu Kultury, a później Teatru im. L. Solskiego.
Polskie Towarzystwo Gimnastyczne Sokół II w Tarnowie
W 1910 powstało drugie gniazdo sokole w Tarnowie, w dzielnicy Strusina. Od 1912 posiadało własny sztandar, a w 1913 zakupiło dom przy ul.Chyszowskiej (obecnie ul. Mościckiego), który stał się jego siedzibą.
Prezesi Towarzystwa Gimnastycznego „Sokół” w Tarnowie:
- (1884–?) Bronisław Trzaskowski
- (1900–1907) Tadeusz Tertil
- (1912–1914) Tytus Buynowski[1]
- (1914–1917) Alojzy Szatkowski[2]
- (1917–? ) Karol Nowak[2]
- (1933–1935) Karol Nowak[3]